# José Echegaray y Eizaguirre
José Echegaray y Eizaguirre (Madrid, 19 april 1832 - aldaar, 5 september 1916) was een Spaanse wiskundige, minister en toneelschrijver die in 1904 de Nobelprijs voor Literatuur kreeg.

## Werken (selectie)

### Toneel
- El libro talonario (1874)
- La esposa del vengado (1874)
- En el puño de la espada (1875)
- En el pilar y en la cruz (1878)
- El gran Galeoto (1881)
- O locura, o santidad (Toneel, 1877)
- El hijo de Don Juan (Toneel, 1892)
- Conflicto entre dos deberes (1882)
- Mancha que limpia (1895)

### Wiskundig werk
- Problemas de geometría analítica (1865)
- Teorías modernas de la física unidad de las fuerzas materiales (1867)